# Чемпіонат Швеції з футболу 1920—1921
Svenska Mästerskapet 1921 — чемпіонат Швеції з футболу. Проводився за кубковою системою. У чемпіонаті брала участь 57 клубів. 
Чемпіоном Швеції вперше став клуб ІФК Ескільстуна.

## Півфінал
25 вересня 1921 ІК «Слейпнер» (Норрчепінг) — «Ергрюте» ІС (Гетеборг) 2:1
25 вересня 1921 ІФК Ескільстуна — Гельсінгборгс ІФ 2:1

## Фінал
16 жовтня 1921 ІФК Ескільстуна — ІК «Слейпнер» (Норрчепінг) 2:1
———————————————————————————————————————
Svenska Serien 1920/21 — змагання з футболу у форматі вищого дивізіону. У турнірі брали участь 10 клубів.

## Підсумкова таблиця
|    | Команда                   | І  | В  | Н | П  | М       | О  |
| -- | ------------------------- | -- | -- | - | -- | ------- | -- |
| 1  | «Ергрюте» ІС (Гетеборг)   | 18 | 10 | 5 | 3  | 27 : 10 | 25 |
| 2  | ГАІС Гетеборг             | 18 | 10 | 3 | 5  | 47 : 25 | 23 |
| 3  | «Гаммарбю» ІФ (Стокгольм) | 18 | 9  | 4 | 5  | 35 : 27 | 22 |
| 4  | Гельсінгборгс ІФ          | 18 | 9  | 4 | 5  | 23 : 27 | 22 |
| 5  | ІФК Гетеборг              | 18 | 8  | 4 | 6  | 39 : 21 | 20 |
| 6  | ІФК Мальме                | 18 | 9  | 1 | 8  | 47 : 47 | 19 |
| 7  | «Юргорден» ІФ (Стокгольм) | 18 | 6  | 4 | 8  | 24 : 33 | 16 |
| 8  | AIK Стокгольм             | 18 | 5  | 3 | 10 | 30 : 38 | 13 |
| 9  | ІФК Ескільстуна           | 18 | 4  | 3 | 11 | 23 : 45 | 11 |
| 10 | ІФК Норрчепінг            | 18 | 2  | 4 | 5  | 19 : 51 | 9  |